# Krukväxt

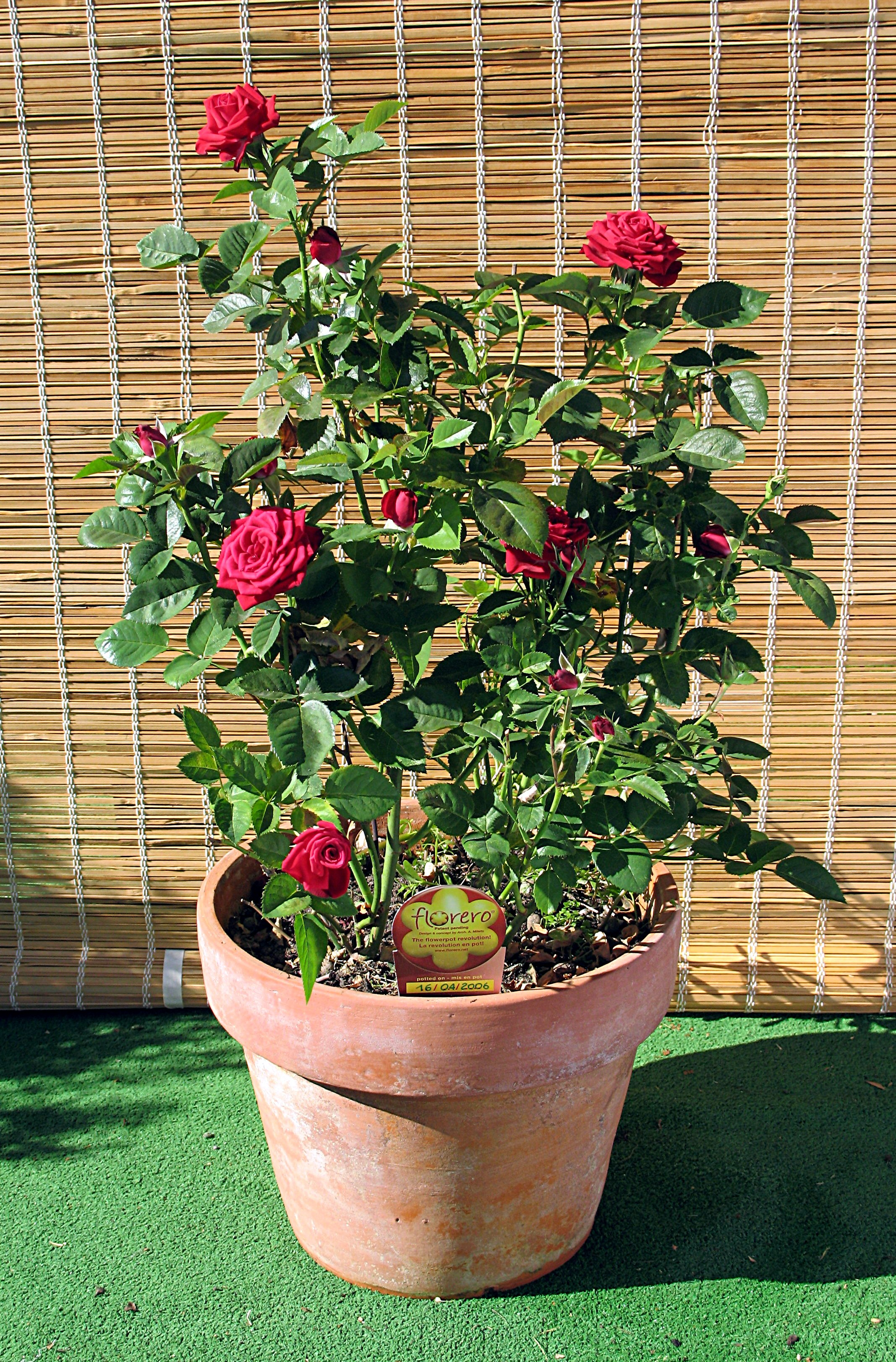
Meillandine Rose

Krukväxter eller rumsväxter är växter som planteras och odlas inomhus i blomkrukor. 
Krukväxter är ofta örter som odlas i rent prydnadssyfte. Eftersom krukväxter växer inomhus i det relativt varma klimat som råder där är det ofta växter som växer naturligt i tropiska områden. Om en krukväxt avlägsnas från sin kruka går den inte längre under benämningen krukväxt. De flesta trädgårdsblommor säljs ofta i enkla plastkrukor för utplantering, medan växter avsedda att förbli krukväxter inne eller ute ofta placeras i finare keramikkrukor eller dylikt.
Det finns en rik uppsjö av krukväxter på marknaden i både plantskolor, blomsterbutiker, snabbköp etc. I Sverige odlas vissa krukväxter i drivhusanläggningar för försäljning, medan andra importeras från utländska odlingar, inte minst i Nederländerna.

## Historik
De tidiga krukväxtförekomsterna i Sverige var främst i form av exotiska växter – bland annat citrusträd – importerade med kolonialvaruhandeln från sydliga länder och odlade i större krukor i herresätens orangerier och framväxande botaniska trädgårdar. Under slutet av 1700-talet börjar blomkrukor placerade inne i rummen att få alltmer popularitet. Ett av de första exemplen på blomsterkrukor med fat i ett rum är från Stockholm 1792. Redan på 1830-talet omtals en skräddarmästare ha geranium och reseda i små lerkrukor, och 1844 omtals pigor ha geranium eller citronmeliss i sina kammare. Vid mitten av 1800-talet trycks den första handledningen i krukväxtodling på svenska. Runt mitten av 1800-talet börjar sedvänjan även få spridning på landsbygden. En interiör av Josef Wilhelm Wallander från Österåkers socken, Södermanland 1855 visar en murgröna i en kruka. På en målning av Arvid Gottfrid Virgin från 1860 syns bland annat pelargoner och fuchsior i krukor. Myrten var under 1800-talet populärt som material för brudkronor och odlades ofta som krukväxt. Under andra hälften av 1800-talet uppstod i borgerliga kretsar ett nytt inredningsmode, där man föredrog växter som skulle ge exotiska associationer. Palmer, ormbunkar, rumsgran, fikus och dracaena blev populära, en typisk växt var aspidistran eller "garderobsblomma" som klarade att stå i hörnen av rummen med tunga sammetsgardiner för fönstren.
Inledningsvis rörde det sig främst om köldtåligare växter och sådana man lätt kunde föröka och sprida genom sticklingar och skott, då försäljning av växter kom först senare på 1800-talet. I det senare 1800-talet blev det i borgerliga hem ett mode att inreda hemmen med rikligt med gröna växter på sidobord och piedestaler. På 1930-talet kom modet att odla olika kaktusväxter i kruka. Modeväxter har avlöst varandra, på 1940- och 1950-talen var slingerväxter som cissus och gullranka populära.

## Exempel på vanligt förekommande krukväxter (Sverige)
- Amaryllis (Hippeastrum)
- Ampellilja (Chlorophytum comosum)
- Aralia (Fatsia japonica)
- Aspidistra (Ungkarlsblomma, Aspidistra elatior)
- Begonia (Begonia)
- Benjaminfikus (Ficus benjamina)
- Cyklamen (Cyclamen persicum)
- Flitiga Lisa (Impatiens walleriana)
- Fredskalla (Spathiphyllum wallisii)
- Fönsterfikus (Gummiträd, Ficus elastica)
- Garderobsblomma (Zamioculcas zamiifolia)
- Gloxinia (Sinningia speciosa)
- Hemtrevnad (Soleirolia soleirolii)
- Hibiskus (Kinesisk ros, Hibiscus rosa sinensis)
- Julkaktus (Schlumbergera)
- Julstjärna (Euphorbia pulcherrima)
- Kameuforbia (Skvätt-i-väg, Euphorbia leuconeura)
- Monstera (Monstera deliciosa)
- Paradisträd (Krassula, Penningträd, Crassula ovata)
- Paraplyaralia (Schefflera arboricola)
- Pelargon (Pelargonium)
- Prickblad (Diffenbachia amoena)
- Saintpaulia (St. Paulia, Prinsessblomma, Saintpaulia ionantha)
- Silverkalla (Aglaonema commutatum)
- Spjutbräken ("Ormbunke", Nephrolepis exaltata)
- Svärmors kudde (Igelkottskaktus, Echinocactus grusonii)
- Svärmors tunga (Bajonettlilja, Sansevieria trifasciata)
- Skvallerreva (Tradescantia fluminensis)
- Våreld (Kalanchoe blossfeldiana)